# 9743 Tohru
9743 Tohru este un asteroid din centura principală de asteroizi.

## Descriere
9743 Tohru este un asteroid din centura principală de asteroizi. A fost descoperit pe 8 aprilie 1988 la Observatorul Palomar de Eleanor Francis Helin. Asteroidul prezintă o orbită caracterizată de o semiaxă mare de 2,43 ua, o excentricitate de 0,10 și o înclinație de 5,2° în raport cu ecliptica.